# Rabie Yassin
Pour les articles homonymes, voir Yacine.
Mohamed Rabie Yassin (arabe : محمد ربيع ياسين) (né le 7 septembre 1960 à Beni Suef en Égypte) est un footballeur international égyptien, qui évoluait au poste d'arrière gauche, avant de devenir ensuite entraîneur.
Son fils, Omar Rabie Yassin, est également footballeur professionnel.

## Biographie

### Carrière en club
Il a joué toute sa carrière dans le club du Caire d'Al Ahly SC. 

### Carrière en sélection
Avec la sélection égyptienne, il a participé aux Jeux olympiques de 1984 et à la coupe du monde 1990.